# Stazione di Stroncone
La stazione di Stroncone è una ex fermata ferroviaria posta sulla linea Terni-Sulmona. Serviva il centro abitato di Stroncone, in provincia di Terni.

## Storia

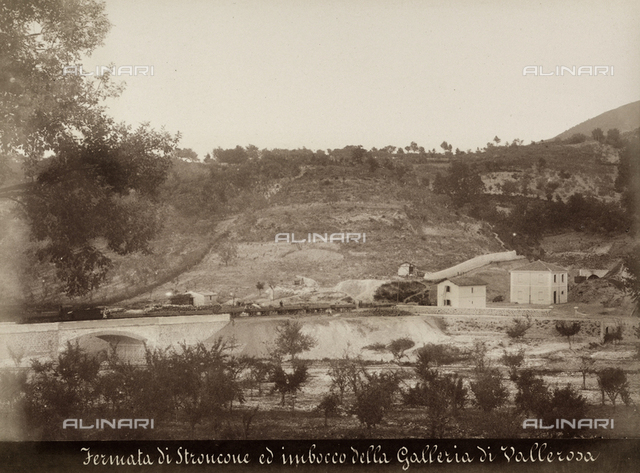
La stazione fotografata nel 1883, poco tempo prima dell'inaugurazione della linea

La stazione di Stroncone entrò in esercizio il 28 ottobre 1883, in occasione dell'apertura al traffico del tratto Terni-Rocca di Corno della linea.
A partire dal 1º settembre 2014 la fermata è stata soppressa e l'impianto è stato chiuso all'esercizio.

## Strutture ed impianti
Collocata circa tre chilometri a nord dell'abitato di Stroncone, la fermata si trova in curva, subito prima della galleria Vallerosa, lungo la salita (con pendenze del 30 per mille) che conduce dalla Conca ternana all'altopiano reatino.

## Movimento
Al 2007, l'impianto risultava frequentato da un traffico giornaliero medio di 3,5 persone.